# 金沢都ホテル

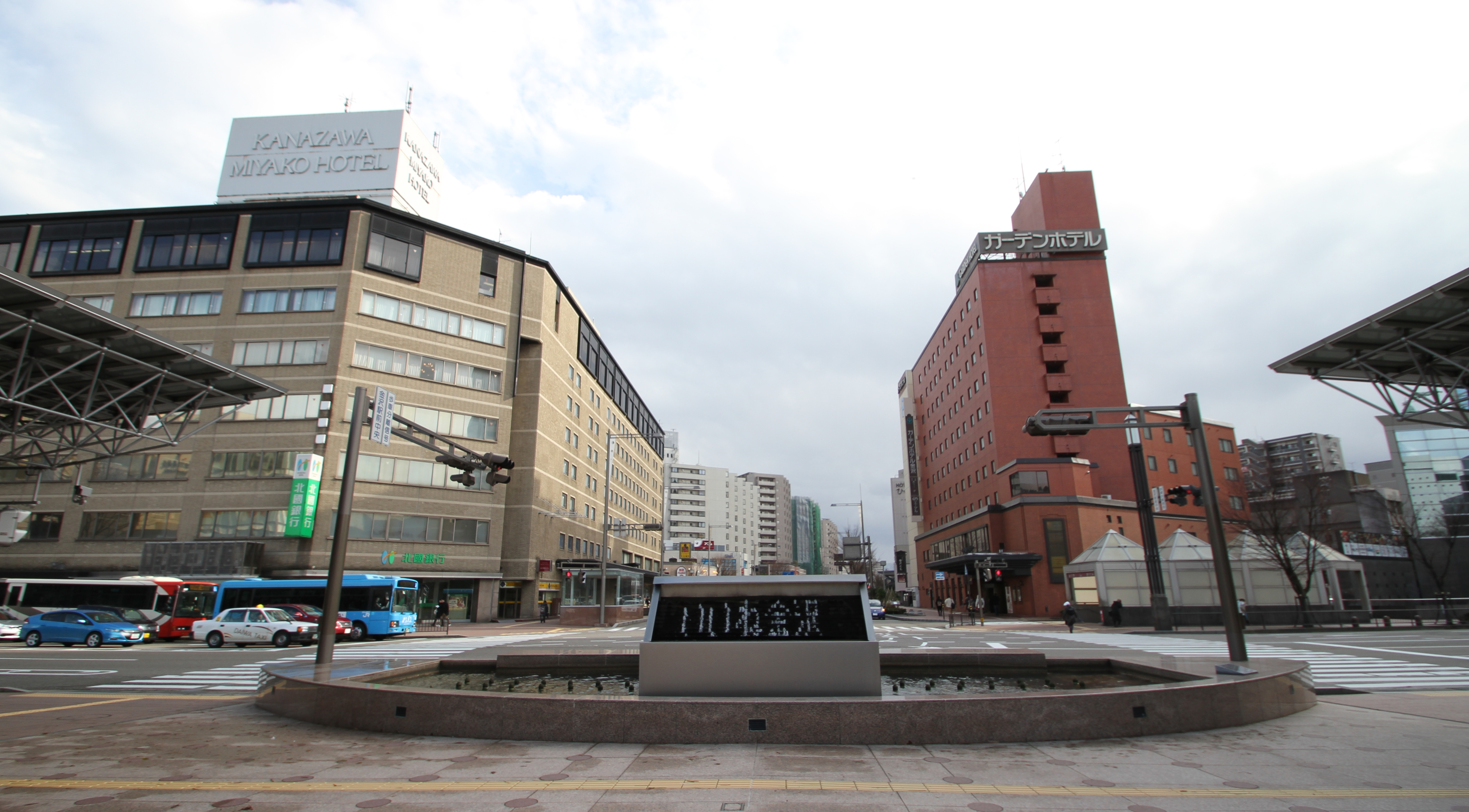
金沢駅から見たホテル（写真左側の建物が金沢都ホテル）。

金沢都ホテル（かなざわみやこホテル）は、かつて石川県金沢市此花町に立地していた近鉄グループの都ホテルズ&リゾーツに加盟するホテル。株式会社近鉄・都ホテルズが運営していた。

## 概要
金沢駅前に立地していたホテルで、1963年に金沢では初めての都市型ホテルとして開業した。下層階と地下は主にテナントとして様々な店舗が入居しており、上層部をホテルとして使用。地上7階・地下3階の本館、地上8階・地下1階の新館の2館で構成されていた。
運営会社は、開業時の運営会社・金沢都ホテル（初代）が、ビル所有の金沢ビルとともに東海近鉄レンタカー（休眠会社）に合併した金沢ビル興業株式会社により1973年以降運営が行われていたが、のちに同系の日本海不動産との合併により金沢都ホテル（2代目）に社名変更。1999年に同社は親会社の近畿日本鉄道に吸収合併され、代わりに金沢都ホテル（3代目）が別途設立されたが同社も2005年に近鉄ホテルシステムズに吸収されて現在に至る。
また、ビルは1983年に増築工事と既存部分の改装を行い、客室規模を拡大した。
金沢ビル興業時代には、同じ石川県の和倉温泉に1973年に開業した「和倉都ホテル」を運営していた（1992年閉鎖）ほか、同じく1973年に開業した尼御前サービスエリア（SA）のレストラン事業も行っていた。尼御前SAの事業は近畿日本鉄道が引継ぎ営業、2015年に近畿日本鉄道が持株会社に移行してからは近鉄リテーリングに移管された。
2013年に開業50周年を迎えたのを記念して、金沢工業大学の生徒の1人がデザインした記念ロゴマークが制定された。
2016年11月、老朽化から2017年3月末に一旦閉鎖し、2020年をめどにオフィスとホテルの複合ビルとして再開発を行うことが明らかになった。その後、予定通り2017年3月末で閉館し同年11月より解体、2018年11月で建物の解体は完了した。一方、土地を所有する近鉄不動産は跡地の開発時期やそれまでの暫定用途について未定としている。

### セミナーホール
当ホテルの地下2階にはかつて映画館が存在しており、当初は「ロキシー劇場」として開業。1993年に「金沢ニュー東宝劇場」となり東宝系列の邦画・洋画ロードショー館となる。『もののけ姫』（1997年）上映時に監督の宮崎駿が舞台挨拶したことがあったほか、1998年には『エイリアン4』なども上映されていたが、市内に登場したシネマコンプレックスの影響で徐々に客足が低下し2001年2月28日をもって閉館。跡地はセミナーホールに改装され、各種催しを行うイベントホールとして機能し続けている。座席数は272席。

### 金沢駅前広場地下街
金沢駅東口地下広場の北東部から当ホテル地下2階に接続する通路にある地下街を「金沢駅前広場地下街」（かなざわえきまえひろばちかがい）と呼ぶ。
実際の駅東地下広場からの入り口には「都ホテル地下街」と明示されており、当ホテル地下2階部分との明確な判別は難しいが、当ホテルの地下2階へは階段を下りて通行する形になっており、実際の位置は当ホテル地下2階と地下1階の中間の深度に位置している。面積的には973.3平方メートルになるが、ここにはもてなしドームの運営本部が置かれており、居酒屋や喫茶店が入居している。地上からの位置では当ホテル前の公道の直下になるため、この部分が法令上の地下街として扱われているものと思われる。

## アクセス
- 西日本旅客鉄道（JR西日本）北陸本線・北陸新幹線、IRいしかわ鉄道金沢駅東口
- 北陸鉄道浅野川線北鉄金沢駅地上
- 北鉄バス・西日本JRバス金沢駅東口
- 金沢ふらっとバス（此花ルート）：金沢駅東停留所
- きまっし号（北日本観光自動車・東北急行バス）：金沢駅前